# غار کرفتو
غار کَرَفتو غاری باستانی و اثری تاریخی در استان کردستان است که در صخره مرتفعی در شرق شهر سقز و شمال غرب شهرستان دیواندره قرار دارد و از نظر تقسیمات کشوری قبلا در حوزه سقز و در حال حاضر در حوزه شهرستان دیواندره قرار دارد. این غار، یک غار آهکی است که در دوران سوم زمین‌شناسی شکل گرفته‌ و با توجه به تحقیقات به عمل آمده در دوران مزوزوئیک در زیر آب بوده و در اواخر این دوره ارتفاعات آن از آب خارج شده است. بخش‌هایی از این غار، دست‌کَند است و کتیبه‌هایی از دوران پیش از تاریخ دارد. آثار تاریخی موجود در این غار مربوط به سده ۳ هستند..

## ثبت ملی، یونسکو و دسترسی
راه دسترسی به این غار از طریق سقز، مسیر آسفالته شهر صاحب به میرسعید و از طریق دیواندره، دو راهی تکاب گورباباعلی و از طریق تکاب، مسیر جاده خاکی روستای "علی‌آباد" امکان‌پذیر است.  این اثر در تاریخ ۲۰ بهمن ۱۳۱۸ با شماره ثبت ۳۳۰ به‌عنوان یکی از آثار ملی ایران به ثبت رسیده‌است..
همچنین این غار در تاریخ ۲۴ آبان ۱۴۰۱ در فهرست موقت جهانی یونسکو ثبت گردید.

## ساختار و نقوش تاریخی
کتیبه‌ای یونانی بر سردر یکی از اتاق‌های طبقه سوم این غار وجود دارد که از این غار به عنوان معبد هراکلس نام برده‌است. در معماری این غار علاوه بر ایجاد اتاق‌ها و راهروهای عبوری، سعی شده تا اتاق‌ها با هم مرتبط باشند. نورگیرهایی به سمت بیرون تعبیه شده‌اند و بر دیوارهای غار در بعضی از اتاق‌ها نقوشی به صورت تجریدی از حیوانات، انسان و گیاه حجاری شده است.
با توجه به پژوهش‌های به عمل آمده، در دوران میان‌زیستی کرفتو در زیر آب بوده‌است و در اواخر این دوره ارتفاعات آن از آب خارج شده‌است. غار کرفتو از غارهای آهکی و طبیعی است که در ادوار مختلف تغییرات و دگرگونی‌های عمده و دخل و تصرفات بسیار در آن به وجود آمده‌است. در حال حاضر طول غار حدود ۷۵۰ متر است و راه‌های فرعی متعددی از آن منشعب می‌شود. غار چهار طبقه دارد و حجاران هنرمند، به زیبایی فضاهایی را در مدخلهای غار تراشیده و اتاق‌ها، راهرو و دالانهای متعددی را به وجود آورده‌اند.

## تحقیقات
این غار در سال ۱۳۷۹ گمانه‌زنی شد و با بررسی‌های باستان‌شناختی در محوطه بیرون و داخل غار آثاری از دوران‌های مختلف به دست آمد. کشف تراشه‌های سنگی در طبقه چهارم و محوطه بیرون غار می‌تواند نشانه‌ای از استفاده انسان در دوران پیش از تاریخ از این غار باشد. همچنین نمونه سفال‌ها و اشیای به دست آمده، ادامه سکونت انسان را در طول دوران تاریخی اشکانی و ساسانی و دوران اسلامی یعنی سده‌های ششم تا هشتم هجری را مسجل می‌سازد. اقداماتی در طول سال‌های ۱۳۷۸ و ۱۳۷۹ انجام شده که شامل: سامان‌دهی محوطه بیرون غار، پله سازی، سکوهای استراحت، پارکینگ، سرایداری، سرویس‌های بهداشتی و برق‌کشی غار است.

## گالری

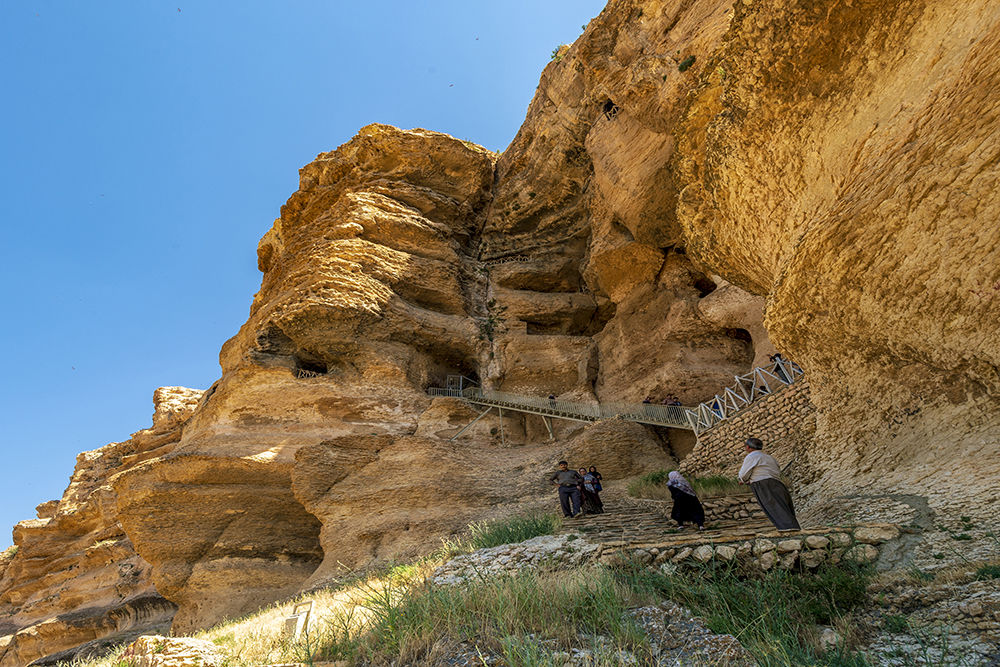
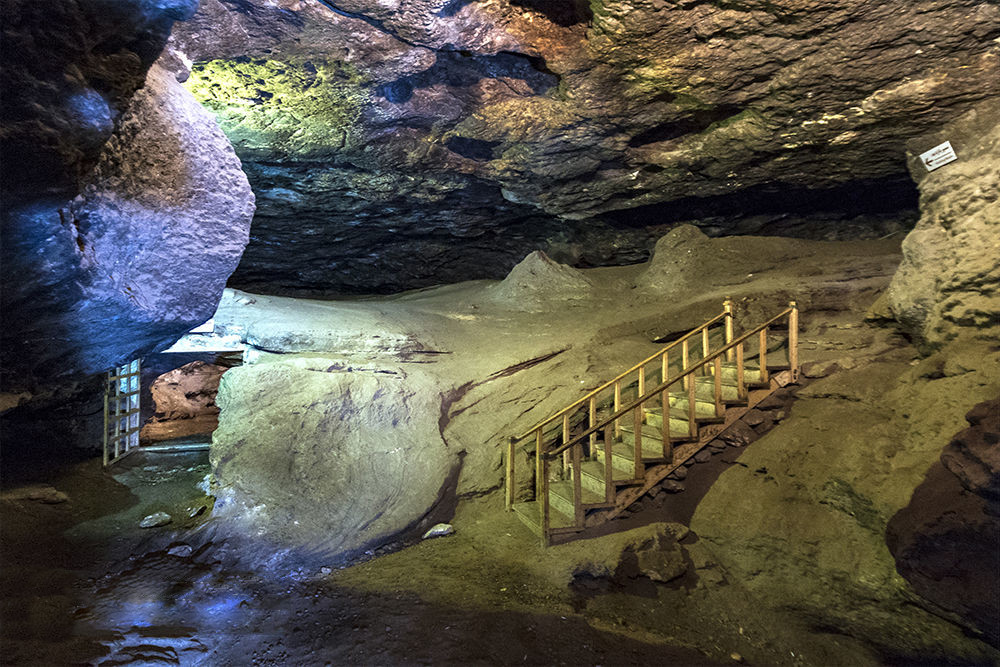
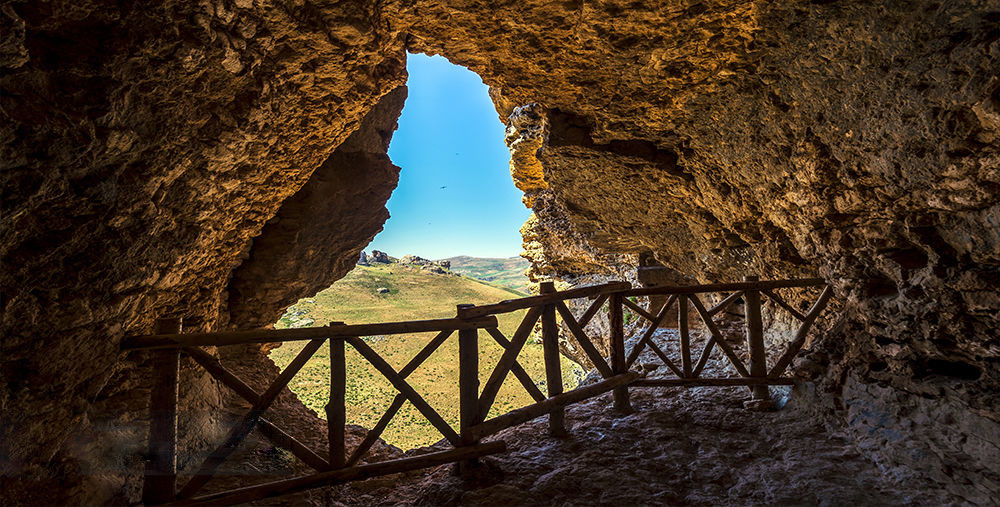
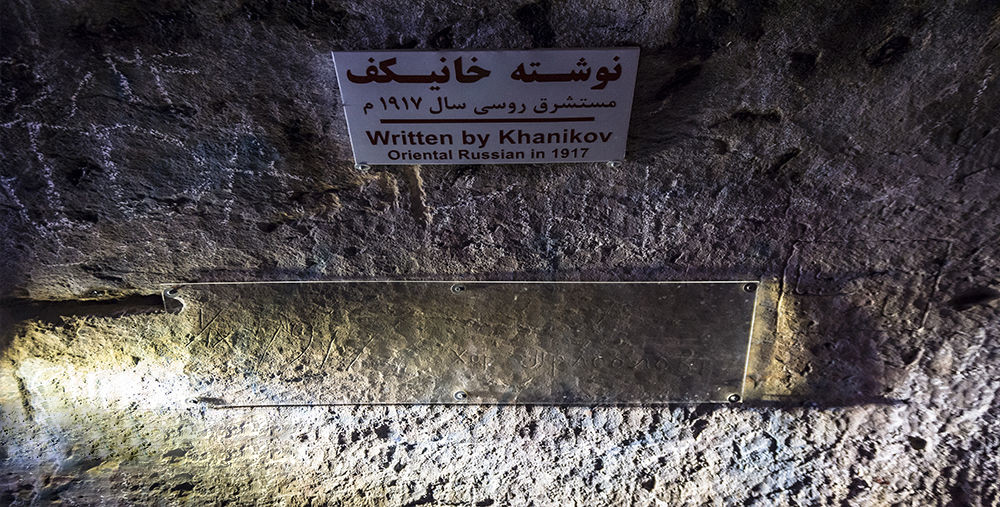
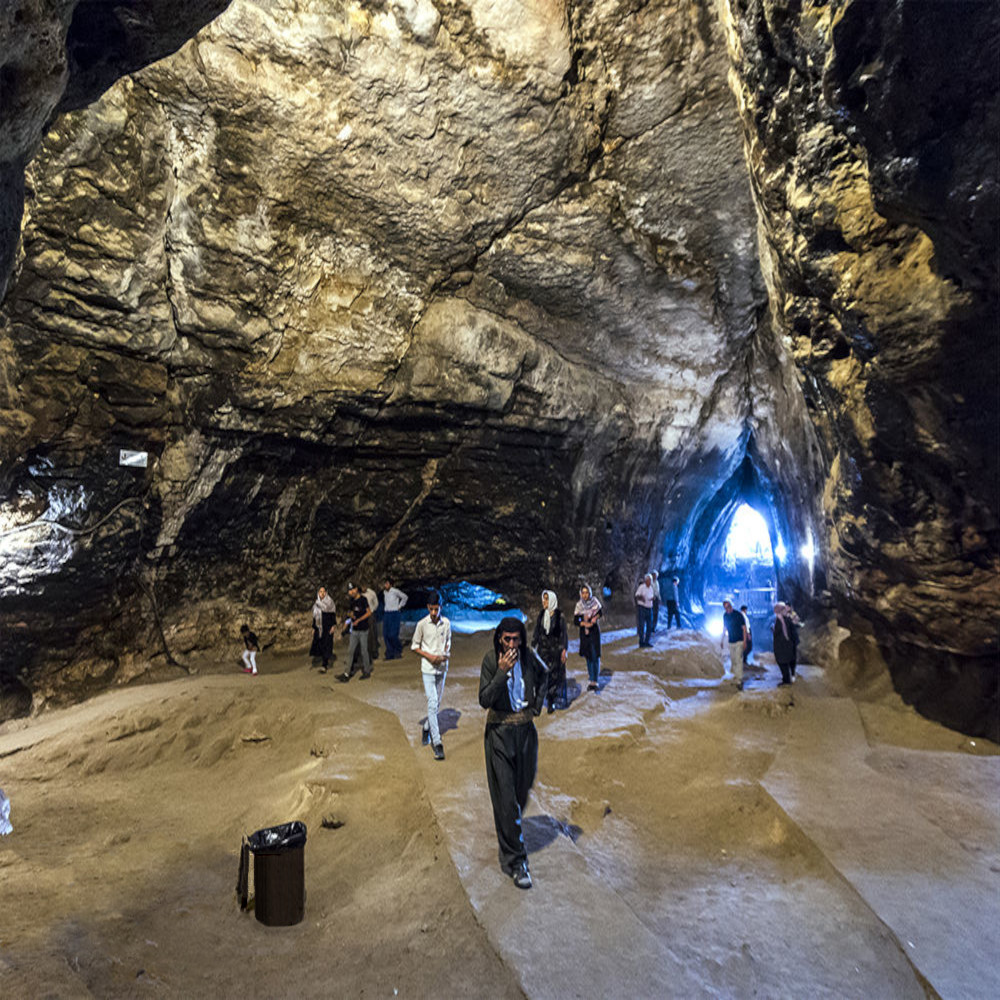
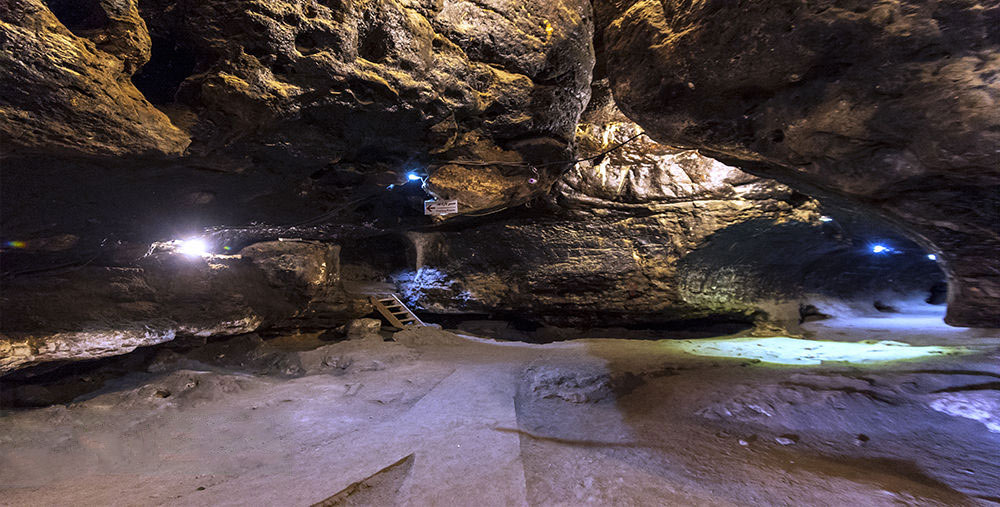
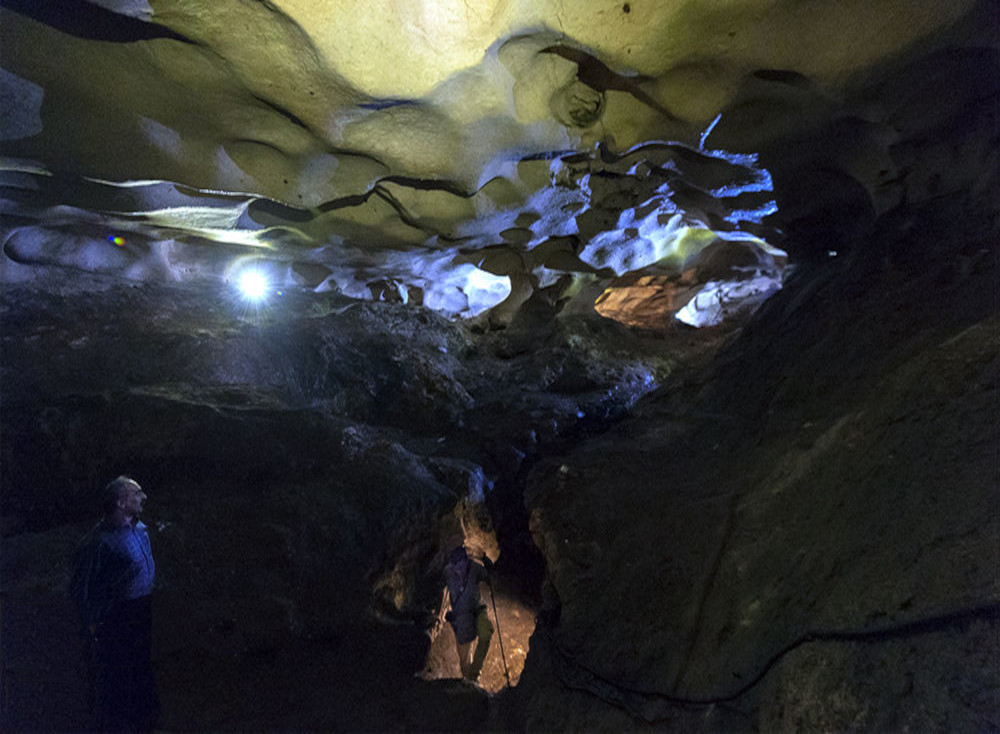
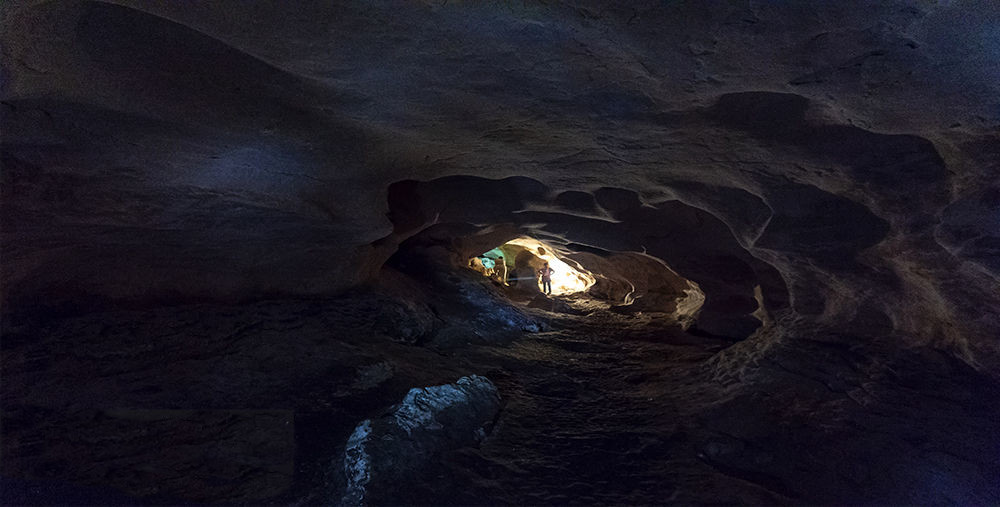
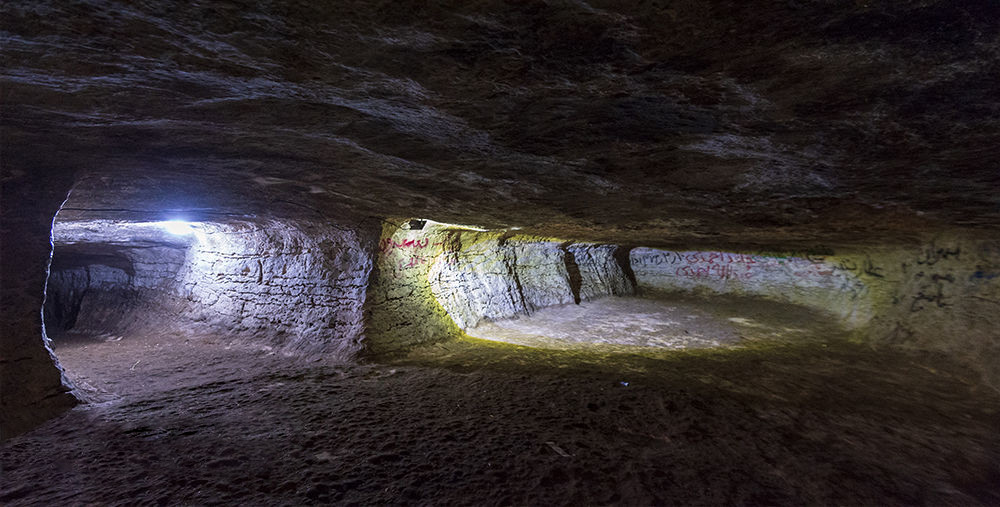
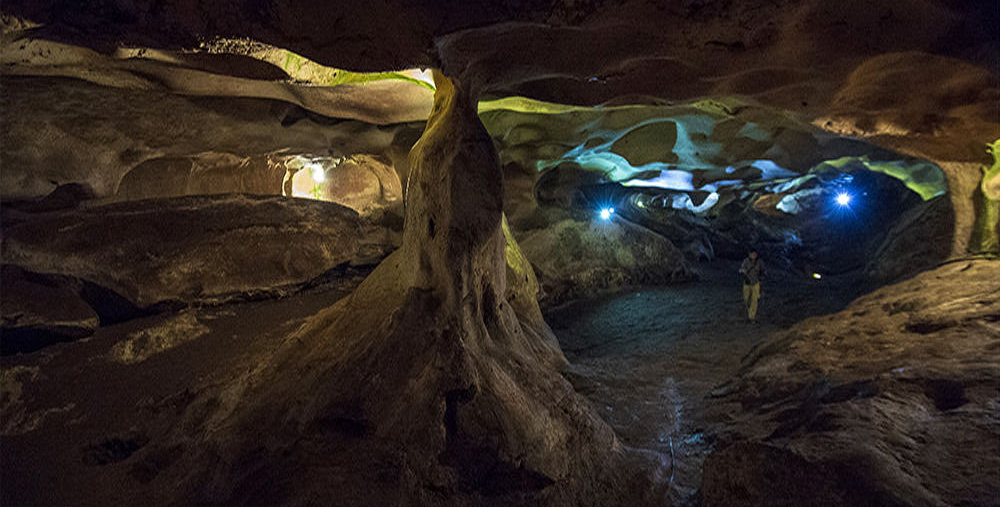
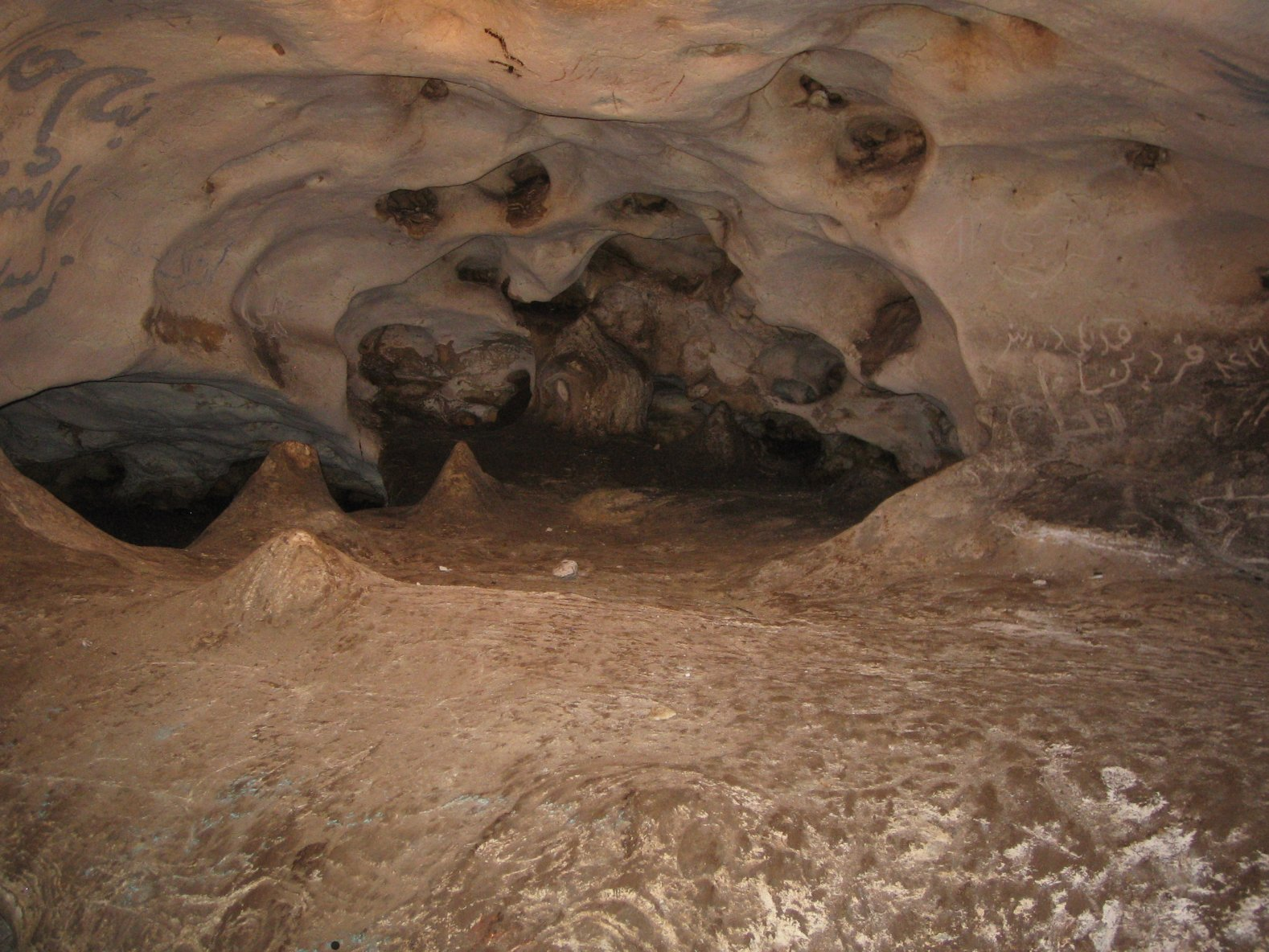